# Андонис Самарас
Андонис Самарас (грч. Αντώνης Σαμαράς; Атина, 23. мај 1951) је грчки политичар и бивши премијер. Био је такође министар спољних послова од 1989. до 1990. и од 1990. до 1992.
Самарас је горљиви противник идеје да реч Македонија буде садржана у имену бивше Југословенске Републике Македоније и због тога је напустио владу Мицотакиса у 1992, због несугласица са њеном политиком. Он је велик противник икаквих преговора са БЈРМ.
Самарас је био заступник у Европском парламенту, где је припадао Европској народној партији. до јануара 2009.
Од 8. јануара. 2009. се опет налазио на положају министра, овај пут као министар културе. Тај положај је сачувао до 7. октобра 2009.
По речима Андониса Самараса, БЈРМ убудуће неће постојати као самостална држава. Осим тога, он тврди да ЕУ неће принудити Грчку да прихвати уставно име (Република Македонија)
Андонис Самарас је 29. новембра 2009. био избран за председника партије Нове демократије.
, а 20. јуна 2012. је постао премијер Грчке.
Дана 6. јула 2015, поднео је оставку на место председника Нове демократије после референдума у Грчкој о финансијској помоћи, после апсолутне већине за "НЕ" 61,3% гласова.